# Amphicnemis wallacii
Amphicnemis wallacii är en trollsländeart som beskrevs av Selys 1863. Amphicnemis wallacii ingår i släktet Amphicnemis och familjen dammflicksländor. Inga underarter finns listade i Catalogue of Life.